# Crowded House
I Crowded House sono un gruppo musicale rock australiano, formatosi a Melbourne, Australia e guidati dal cantante, musicista e compositore neozelandese Neil Finn.

## Storia del gruppo
Neil Finn è universalmente conosciuto come principale artefice del successo del gruppo, in tutte le sue incarnazioni, reclutando membri dalla Nuova Zelanda (sé stesso, Tim Finn e Eddie Rayner), dall'Australia (Paul Hester, Nick Seymour e Peter Jones) e dagli Stati Uniti (Mark Hart e Matt Sherrod).
Benché il gruppo abbia conquistato la propria popolarità nella scena della musica live australiana, riferimenti a luoghi e persone della Nuova Zelanda sono piuttosto frequenti nella loro musica (Kare Kare è scritta per la spiaggia di Karekare, Mean to Me fa riferimento alla città di Te Awamutu). Il successo del terzo albo del gruppo Woodface, e più in generale la popolarità dei Crowded House, hanno portato la Regina Elisabetta II a ordinare Tim e Neil Finn cavalieri dell'ordine dell'Impero Britannico nel giugno 1993, per i loro contributi alla musica della Nuova Zelanda.
Il gruppo è stato attivo dal 1985 al 1996, periodo nel quale furono pubblicati alcuni dei singoli di maggior successo della loro carriera come Don't Dream It's Over (di cui Antonello Venditti fece una cover nel 1991, Alta Marea), Something So Strong, Better Be Home Soon, Fall At Your Feet e Weather with You. Nel 2007 il gruppo si è riformato con un nuovo batterista. In questa nuova fase della loro carriera, i Crowded House hanno pubblicato l'albo Time on Earth, che ha raggiunto la prima posizione nella classifica australiana.

## Formazione

### Formazione attuale
- Neil Finn (nato a Te Awamutu, il 27 maggio 1958) - voce, chitarra, piano
- Nick Seymour (nato a Benalla, il 9 dicembre 1958) - basso
- Mark Hart (nato a Fort Scott, il 2 luglio 1953) - chitarra, tastiera
- Matt Sherrod (nato in California, il 11 giugno 1968) - batteria

### Ex componenti
- Paul Hester (nato a Melbourne, l'8 gennaio 1959, morto il 26 marzo 2005) - batteria
- Tim Finn (nato a Te Awamutu, il 25 giugno 1952) - tastiera, chitarra
- Peter Jones (nato a Liverpool, il 21 aprile 1963, morto il 18 maggio 2012[4]) - batteria

## Discografia

### Album in studio
- 1986 - Crowded House
- 1988 - Temple of Low Men
- 1991 - Woodface
- 1993 - Together Alone
- 2007 - Time on Earth
- 2010 - Intriguer
- 2021 - Dreamers Are Waiting
- 2024 - Gravity Stairs

### Album dal vivo
- 1996 - Special Edition Live Album
- 2006 - Farewell to the World
- 2010 - North America Travelogue
- 2011 - Intriguer Live - Start to Finish

### Raccolte
- 1996 - Recurring Dream: The Very Best of Crowded House
- 1999 - Afterglow
- 2003 - Classic Masters
- 2010 - The Very Very Best of Crowded House

### Singoli principali
- Don't Dream It's Over
- Something So Strong
- Better Be Home Soon
- Chocolate Cake
- Fall at Your Feet
- Weather with You
- It's Only Natural
- Distant Sun
- Locked Out
- Everything Is Good for You
- Instinct
- Not the Girl You Think You Are
- Don't Stop Now